# Katedra w Cefalù
Katedra w Cefalù (wł. Duomo di Cefalù) – katedra w Cefalù na Sycylii (Włochy) zbudowana w latach 1131–1240 i poświęcona w roku 1267.
Budowę rozpoczęto po tym, gdy na plaży w Cefalù wylądował król Sycylii Roger II, uratowawszy się ze sztormu. Obawiając się o własne życie, przysiągł wcześniej na morzu Świętemu Zbawicielowi, że jeśli przeżyje burzę, wybuduje katedrę. Prace nad katedrą kontynuowali w latach 1180–1240 Hohenstaufowie.
Podczas budowy katedry zostały zastosowane różne style architektoniczne. Nawa główna została zbudowana wzorując się na klasztorze w Cluny. Natomiast wpływy anglosaskie widoczne są w przejściach umożliwiających przemieszczanie się po wyższych częściach budowli. Z kolei przeplatające się łuki, tworzące dekoracje absyd i wyższej części transeptu zaczerpnięte zostały z architektury arabskiej. Również można tu odnaleźć elementy sztuki bizantyjskiej – przykładem są mozaiki pochodzące z 1148 roku.
W 2015 katedra została wpisana na listę Światowego Dziedzictwa UNESCO razem z zabytkami architektury normańsko-arabskiej w Palermo oraz z katedrą w Monreale.

## Pantokrator
Charakterystycznym elementem wnętrza jest bizantyjska mozaika przedstawiająca Chrystusa Pantokratora. Nad Pantokratorem widnieje napis w języku łacińskim: 

+ FACTUS HOMO · FACTOR HOMINIS · FACTIQUE REDEMPTOR + IUDICO CORPOREUS : CORPORA · CORDA · DEUS +

(+ Stawszy się człowiekiem [Ja] twórca człowieka i odkupiciel stworzenia + sądzę ciała [jako] cielesny [i] serca [jako] Bóg +)
W księdze trzymanej przez Pantokratora jest dwujęzyczny napis (tu podany w łatwiejszej do odczytania pisowni), 

- w języku greckim: 

Εγώ ειμί το φως του κόσμου ο ακολουθών εμοί ου μη περιπατήση εν τη σκοτία αλλ΄ έξει το φως της ζωής.

 - i łacińskim 

Ego sum lux mundi; qui sequitur me, non ambulat in tenebris, sed habebit lumen vitae.

 Jest to cytat z Ewangelii według św. Jana (J 8,12): 

Ja jestem światłością świata. Kto idzie za Mną, nie będzie chodził w ciemności, lecz będzie miał światło życia.

## Galeria

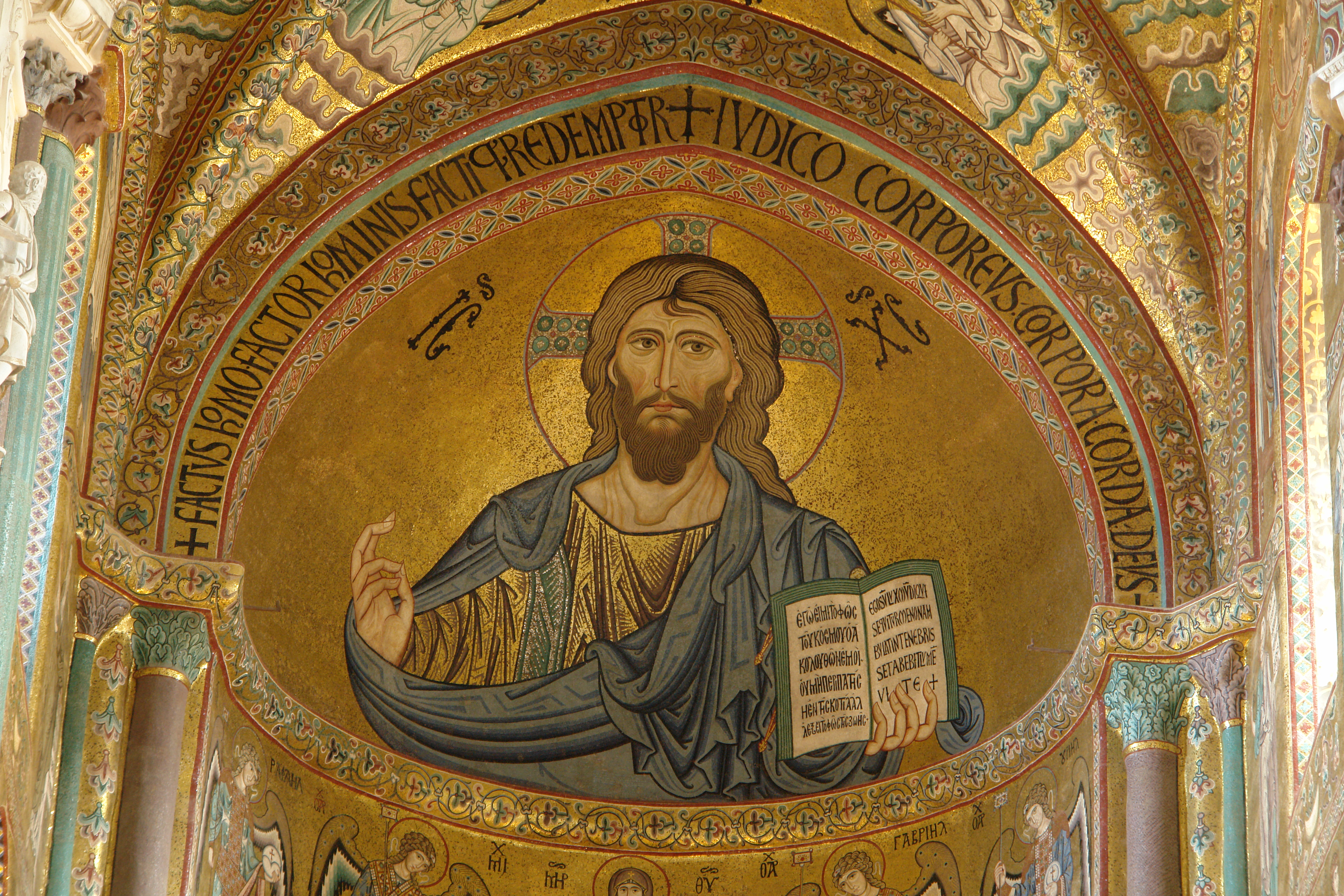
Chrystus Pantokrator – mozaika w apsydzie katedry w Cefalù
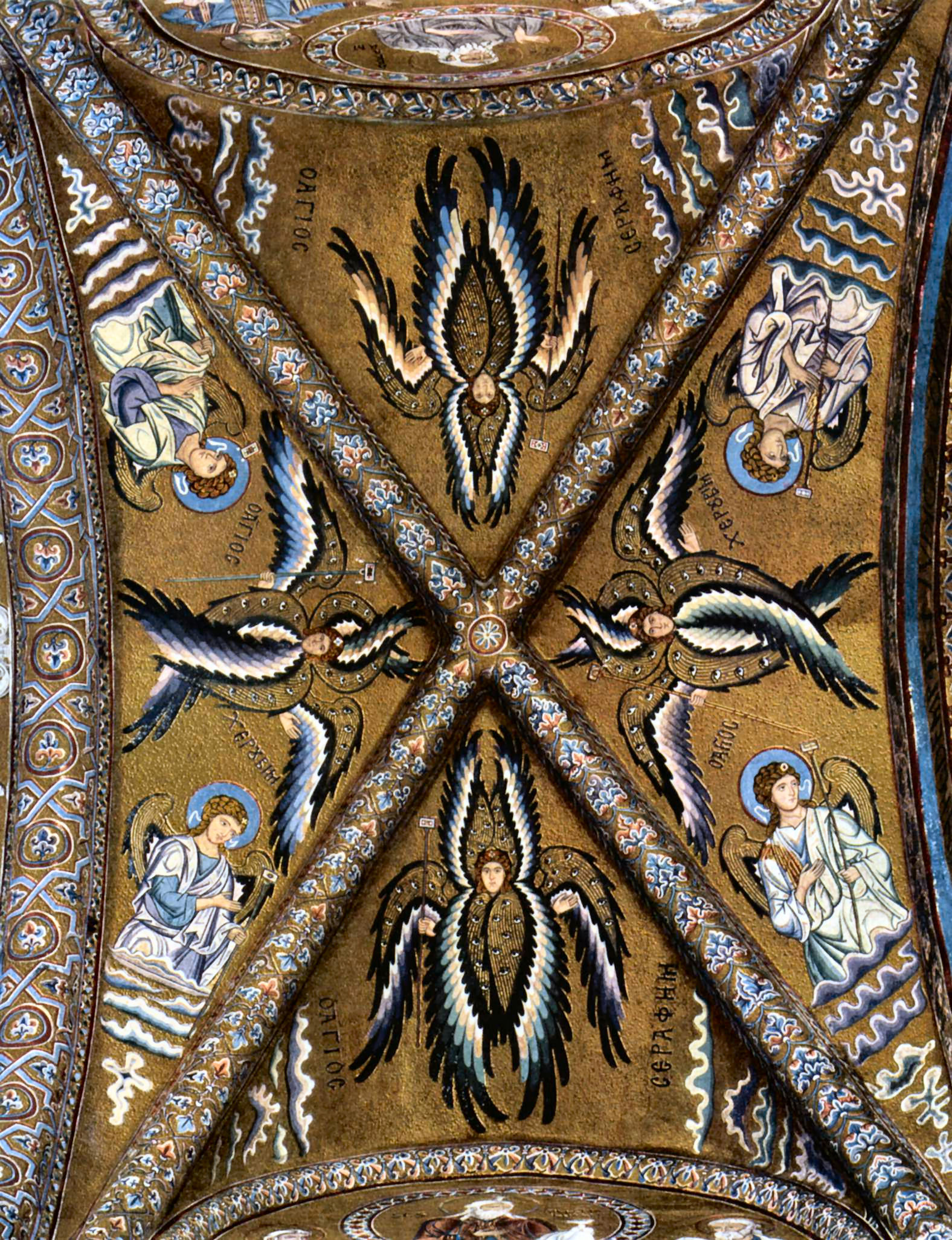
Mozaika z serafinami (aniołami) na suficie
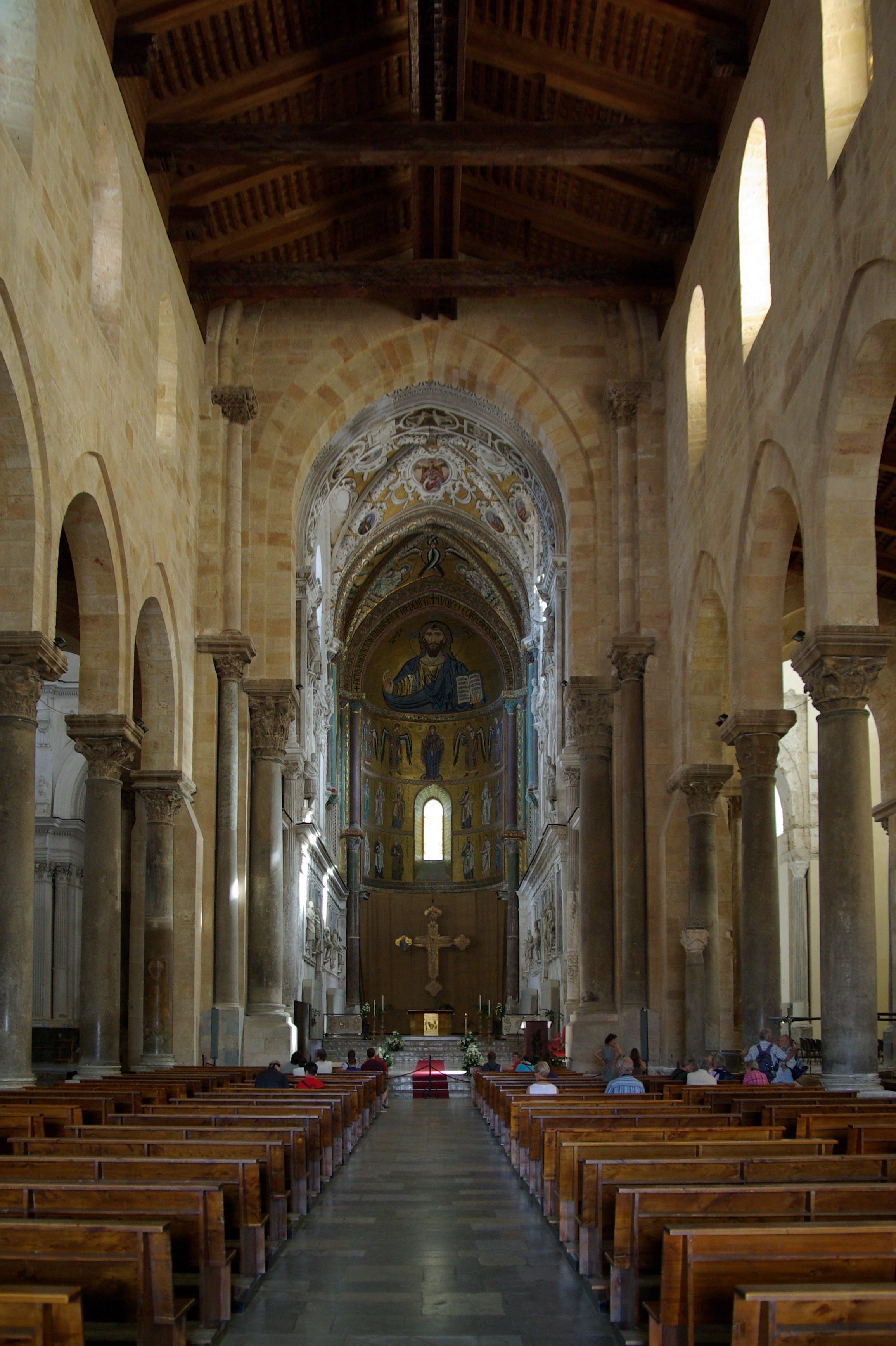
Widok wnętrza katedry w kierunku prezbiterium
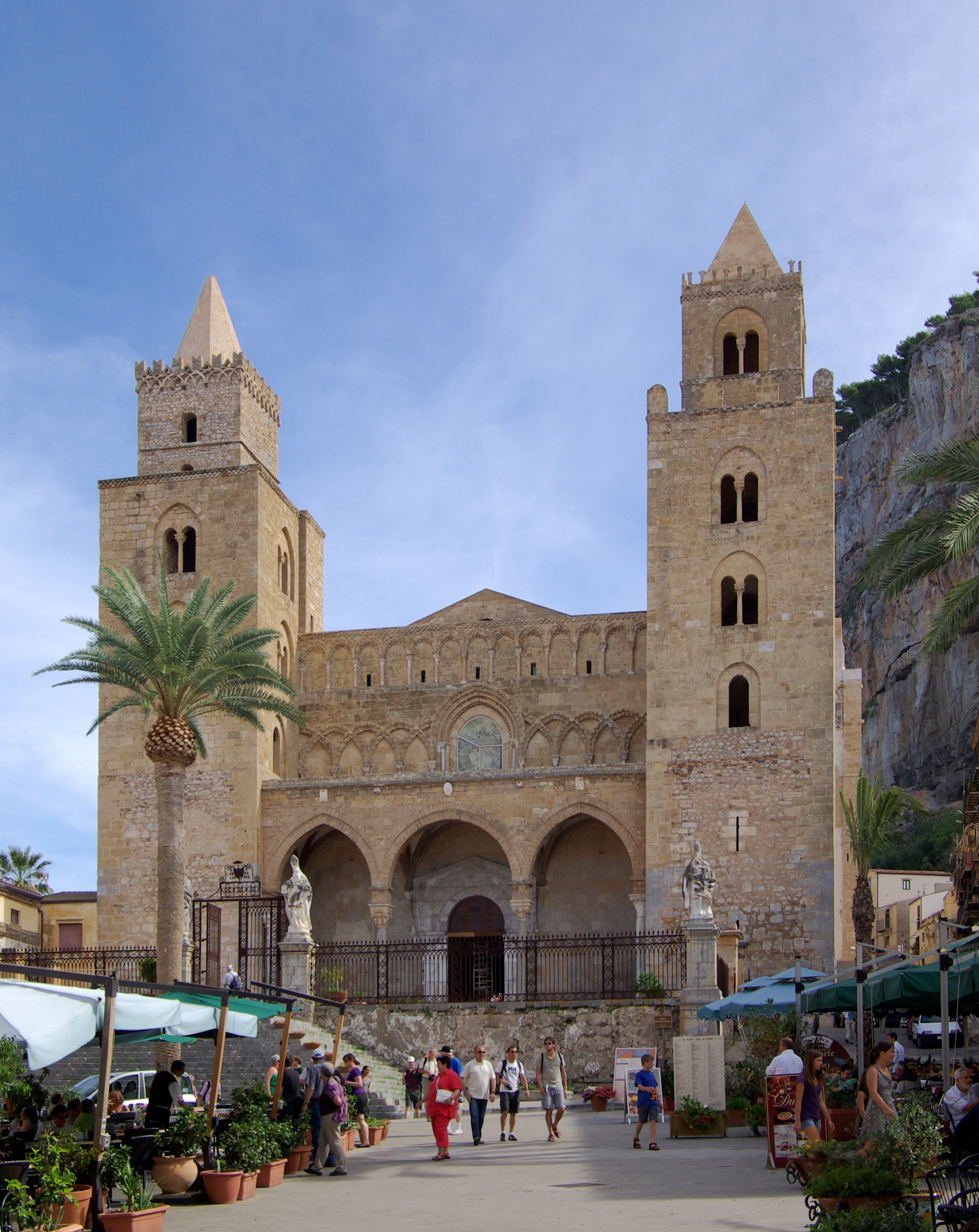
Fasada katedry
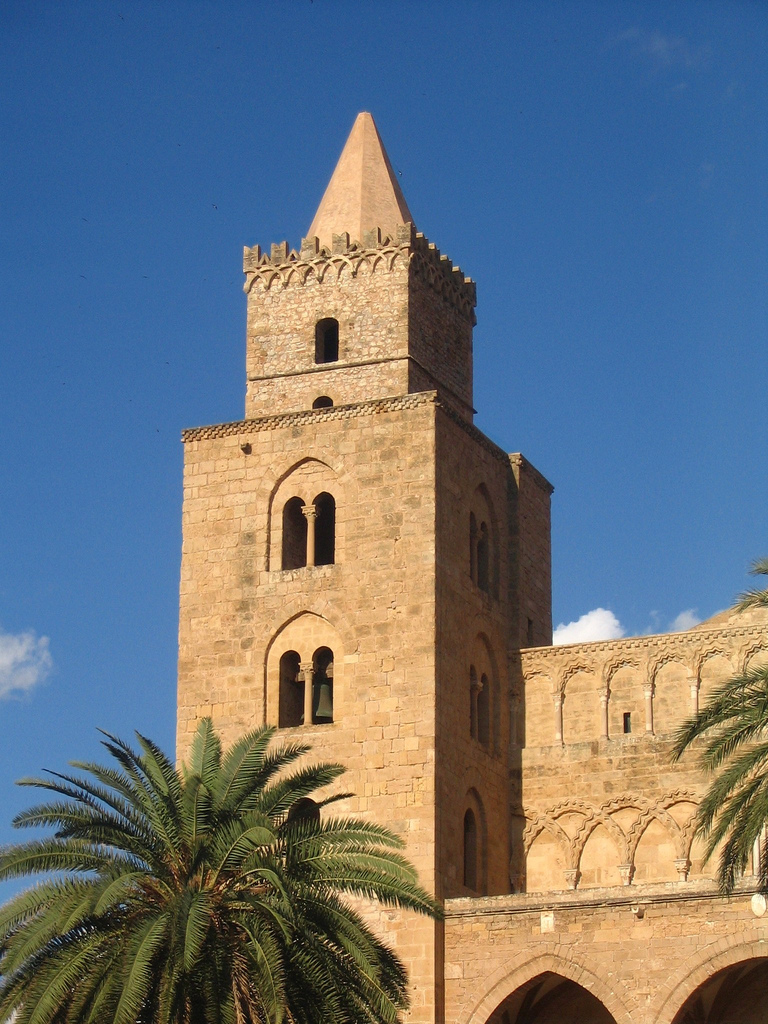
Wieża katedry
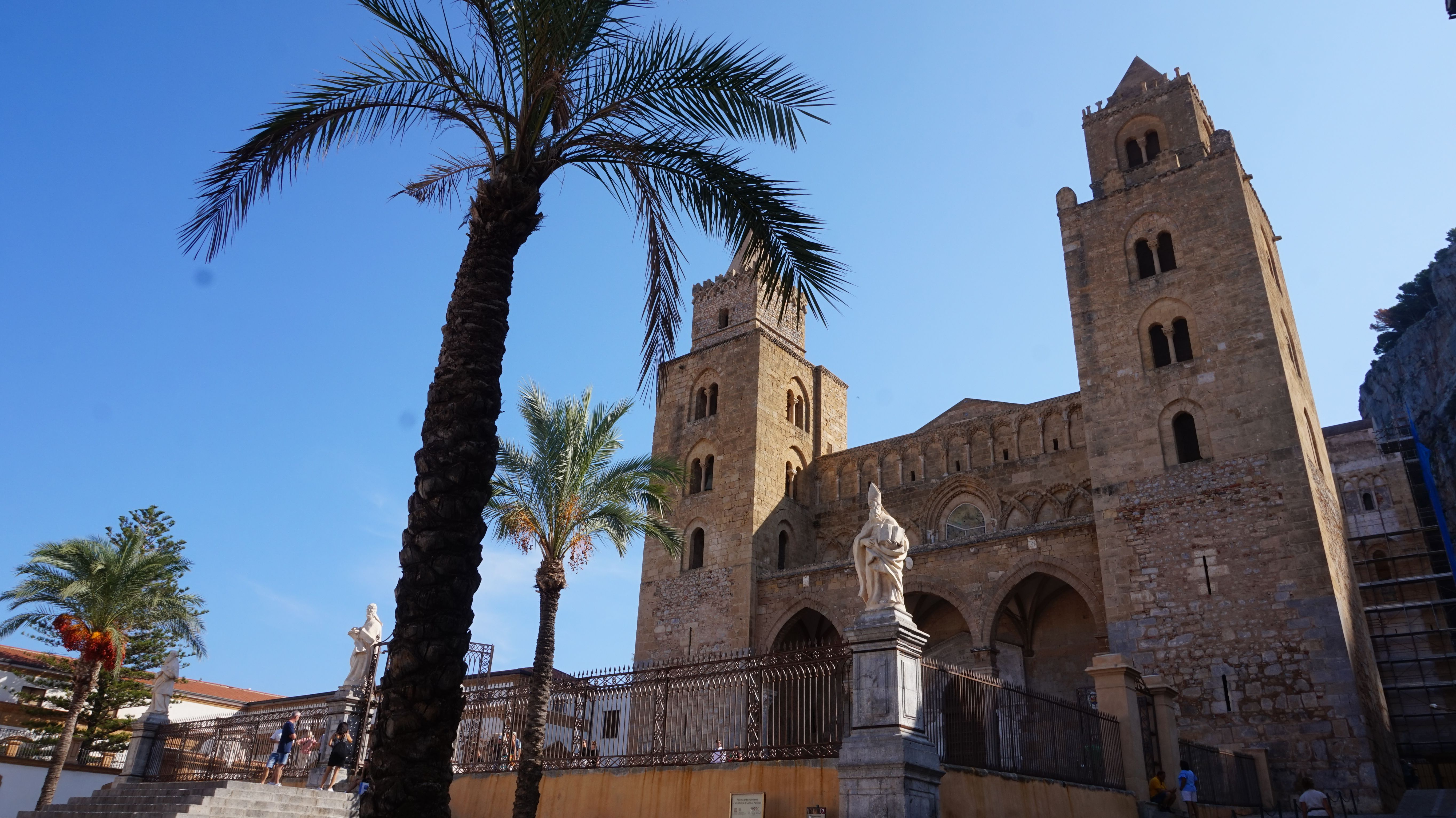
Widok na fasadę katedry